# Бігілла
Бігілла — традиційна мальтійська страва, що складається з бобового пюре, оливкової олії, солі та червоного перцю.
Для приготування використовуються кінські боби, відомі на Мальті як «ful ta' Ġirba» (боби Джерби).
Бігіллу подають до столу як закуску і зазвичай їдять, намазуючи на хліб або вмочуючи хліб у неї.